# Steigmühle (Memmingen)
Steigmühle ist ein amtlich benannter Ortsteil der kreisfreien Stadt Memmingen im Regierungsbezirk Schwaben. Er liegt eineinhalb Kilometer westlich von Steinheim  an der Staatsstraße 2013.

## Geschichte
Bis zur Eingemeindung nach Memmingen im Jahr 1976 war Steigmühle ein Ortsteil der ehemaligen Gemeinde Steinheim.
In der Uraufnahme aus der Zeit von 1808 bis 1864 gibt es einen Eintrag „Steigmühl“, der weiter westlich direkt an der Iller liegt, am Ort der heutigen Hausnummer 19 der Egelseerer Straße. 1832 ist im Repertorium des topographischen Atlasblattes Illertissen ein Haus und eine Mühle an der Iller mit einem Mahlgang genannt.

### Einwohnerentwicklung
In den Unterlagen der Volkszählung 1875 wird der Ort als „Staigmühle“ bezeichnet. Bei den Volkszählungen ab 1885 wurden Steigmühle und Oelmühle (200 Meter nördlich gelegen) gemeinsam erfasst und die Zahlen unter Steigmühle verzeichnet. Ab der Zählung 1970 erfolgte keine getrennte Erfassung mehr für den Ort, die Daten werden unter Egelsee  erfasst.
| Jahr        | 1871 | 1885 | 1900 | 1925 | 1950 | 1961 | 1970  | 1987  |
| ----------- | ---- | ---- | ---- | ---- | ---- | ---- | ----- | ----- |
| Einwohner   | 22   | 17   | 7    | 14   | 10   | 26   | k. A. | k. A. |
| Wohngebäude |      | 4    | 1    | 2    | 1    | 6    |       |       |